# Фредерік Дею
Фредері́к Дею́ (фр. Frédéric Déhu, нар. 24 жовтня 1972, Вільпаризі) — французький футболіст, що грав на позиції центрального захисника, зокрема, за клуби «Ланс» та «Парі Сен-Жермен», а також національну збірну Франції.
Чемпіон Франції. Володар Кубка Франції. 

## Клубна кар'єра
Народився 24 жовтня 1972 року в місті Вільпаризі. Вихованець футбольної школи клубу «Ланс». Дорослу футбольну кар'єру розпочав 1991 року в основній команді того ж клубу, в якій провів вісім сезонів, взявши участь у 229 матчах чемпіонату.  Більшість часу, проведеного у складі «Ланса», був основним гравцем захисту команди. За цей час виборов титул чемпіона Франції.
Протягом 1999—2000 років захищав кольори «Барселони», у складі якої, утім, закріпитися не зміг.
2000 року повернувся на батьківщину, ставши гравцем «Парі Сен-Жермен». Відіграв за паризьку команду наступні чотири сезони своєї ігрової кар'єри. Граючи у складі «Парі Сен-Жермен», також здебільшого виходив на поле в основному складі команди.
Протягом 2004—2006 років захищав кольори команди клубу «Марсель».
Завершив професійну ігрову кар'єру в іспанському «Леванте», за команду якого виступав протягом 2006—2007 років.

## Виступи за збірну
1998 року дебютував в офіційних матчах у складі національної збірної Франції. Протягом кар'єри у національній команді, яка тривала 3 роки, провів у формі головної команди країни 5 матчів.
| Дата       | Місто    | Господарі         | Результат | Гості    | Турнір            | Голи | Примітки |
| ---------- | -------- | ----------------- | --------- | -------- | ----------------- | ---- | -------- |
| 19-8-1998  | Відень   | Австрія           | 2 – 2     | Франція  | товариський матч  | -    | 46'      |
| 18-8-1999  | Белфаст  | Північна Ірландія | 0 – 1     | Франція  | товариський матч  | -    | 83'      |
| 8-9-1999   | Єреван   | Вірменія          | 2 – 3     | Франція  | Відбір до ЧЄ 2000 | -    | 72' 89'  |
| 13-11-1999 | Сен-Дені | Франція           | 3 – 0     | Хорватія | товариський матч  | -    | 73'      |
| 15-11-2000 | Стамбул  | Туреччина         | 0 – 4     | Франція  | товариський матч  | -    | 63'      |
| Усього     |          | Матчів            | 5         |          | Голів             | 0    |          |

## Титули і досягнення
- Чемпіон Франції (1):

«Ланс»: 1998
- Володар Кубка французької ліги (1):

«Ланс»: 1999
- Володар Кубка Франції (1):

«Парі Сен-Жермен»: 2004
- Переможець Кубка Інтертото (1):

«Парі Сен-Жермен»: 2001